# Ginga
Ginga — орбитальная рентгеновская обсерватория Японии, созданная проектной группой под руководством Минору Оды в Институте космических наук и астронавтики (ISAS) (яп. 宇宙科学研究所) совместно с НАСА и ЕКА. Название «Гинга» в переводе с японского означает «галактика». До запуска обсерватория носила рабочее название Astro-C. Спутник с обсерваторией Гинга был запущен 5 февраля 1987 года с космодрома Кагосима в Японии.
Основной задачей обсерватории были наблюдения различных рентгеновских неба в режиме трёхосной стабилизации. Для полноценной работы обсерватории было необходимо, чтобы свет Солнца на солнечные панели падал под углом не более 45 градусов, что ограничивало часть неба, доступную инструментам обсерватории в каждый момент времени. Данные обсерватории передавались в трёх основных режимах — высокоскоростном (16 кбит/с), среднескоростном (2 кбит/с) и низкоскоростном (0,5 кбит/с). Бортовая память размером 42 Мбит позволяла копить данные длительностью до 40 минут для высокоскоростного режима, 5,7 часов для среднескоростного режима и 22,7 часа для низкоскоростного режима. Записанные данные передавались на землю во время сеансов связи со скоростью 65,5 кбит/с или 131 кбит/с. Наблюдения при помощи обсерватории Гинга были доступны для научных коллективов из Японии, Великобритании, США и ряда европейских стран. За время работы обсерватория провела наблюдения около 350 источников различных классов.

## Инструменты

Схема и состав инструментов обсерватории GINGA

### LAD
Основным инструментом обсерватории был массив пропорциональных счётчиков LAD (Large Area Detector). Он был разработан и построен коллаборацией японских и британских коллективов (ISAS, Университет Токио, Университет Нагои, Университет Лейстер, Лаборатория Резерфорда Эпплтона). Он состоял из восьми пропорциональных счётчиков полной эффективной площадью около 4000 см2. Поле зрения детекторов 0,8х1,7 (ширина на полувысоте) было ограничено сотовым коллиматором из тонких листов нержавеющей стали. Газовые камеры детекторов были заполнены смесью аргона (70 %), ксенона (25 %) и углекислого газа (5 %) под давлением 2 атмосферы и рабочей температурой 20 °C. Эффективный энергетический диапазон детектора, в котором его эффективность была более 10 % — 1,5-30 кэВ. Энергетическое разрешение 20 % (ширина на полувысоте) на энергии 5,9 кэВ. События, зарегистрированные прибором, анализировались и распределялись в 46 энергетических каналов. Различные моды сохранения информации позволяли записывать события с различным временным разрешением. Самое большое временное разрешение — 0,98 миллисекунд.

### ASM
Монитор всего неба (ASM, All-Sky Monitor) состоял из двух идентичных пропорциональных счётчиков, работающих в диапазоне энергий 1-20 кэВ. Каждый счётчик был оборудован коллиматором с тремя различными полями зрения (шириной на полувысоте 1° x 45°). ASM мог осматривать всё небо за 1-2 дня, и использовался для поиска транзиентных событий и мониторинга ярких источников.

### GBD
GBD (англ. Gamma-Ray Burst Detector) был предназначен для обнаружения гамма-всплесков в энергетическом диапазоне 1-500 кэВ, имел хорошее энергетическое разрешение и временное разрешение 31 мсек. Прибор состоял из пропорционального счётчика и сцинтиляционного спектрометра. Так же прибор GBD мог использоваться как монитор радиационных поясов, во время прохождений которых большой фон заряженных частиц мог повредить два остальных инструмента обсерватории.

## Основные результаты
- Открыт и изучен ряд ярких рентгеновских Новых[1].
- Благодаря высокой чувствительности детектора LAD открыты слабые транзиентные источники в области галактической плоскости[2].
- Открыты флуоресцентные линии железа в излучениях активных ядер галактик[3].
- Впервые построена карта излучения Галактики в эмиссионной линии высокоионизированного железа 6,7 кэВ и обнаружена значительная яркость области центра Галактики в этой линии[4].